# Grumpy Old Men
Grumpy Old Men (Brasil: Dois Velhos Rabugentos / Portugal: Dois Novos Rabugentos) é um filme norte-americano de 1993, do gênero comédia romântica, dirigida por Donald Petrie e estrelado por Jack Lemmon, Walter Matthau e Ann-Margret, junto com Burgess Meredith, Daryl Hannah, Kevin Pollak, Ossie Davis e Buck Henry. O filme se passa na fria cidade norte-americana de Wabasha, no estado de Minnesota, onde dois idosos e rivais, John Gustafson e Max Goldman, disputam a atenção da vizinha recém chegada Ariel Truax. O roteiro foi escrito por Mark Steven Johnson, um estudante de cinema da Universidade Estadual de Winona, que também escreveu a sequência Grumpier Old Men (1995). A trilha sonora original foi composta por Alan Silvestri. Este foi o sexto filme estrelado por Jack Lemmon e Walter Matthau e sua primeira dupla desde Buddy Buddy, de 1981.
Grumpy Old Men foi um dos maiores sucessos surpresas do ano na época de seu lançamento. O filme estreou em 25 de dezembro de 1993, com um fim de semana bruto de US$3,874,911. No entanto, seus números gradualmente se tornaram mais fortes, ganhando um total doméstico de US$70 milhões, bem acima do orçamento de US$35 milhões. O filme foi lançado no Reino Unido em 27 de maio de 1994.

## Sinopse
Os aposentados viúvos John Gustafson, ex-professor de história do ensino médio, e Max Goldman, técnico de televisão, são amigos de infância, rivais de longa data e vizinhos de Wabasha, Minnesota. Sua rivalidade começou décadas antes, quando John se casou com a namorada de Max, May. John e May tiveram dois filhos, a filha Melanie e o filho Brian, morto no Vietnã, mas a infidelidade de May levou John a se divorciar dela depois de vinte anos. Max se casou com uma mulher Amy e teve um filho, Jacob, que acabou se tornando prefeito de Wabasha. Max nunca se arrependeu de se casar com Amy e pensou que o casamento deles era a melhor coisa que já havia acontecido com ele.
Apesar de suas diferenças, os dois homens levam uma vida solitária e chata e compartilham um amor pela pesca no gelo, além de competir, discutir, insultar e fazer pegadinhas cruéis, como John jogando um peixe morto no caminhão de Max e depois quebrando sua valiosa vara de pescar e Max controlando a televisão de John com um controle remoto sem seu conhecimento e usando uma mangueira para fazer com que a neve em seu telhado caia e o enterre.
John, no entanto, tem mais um problema que ele mantém de todos. Ele está atrasado na Receita Federal em mais de US$57,000 em impostos atrasados e multas; um ponto importante da trama envolve os esforços cada vez mais desesperados de John para evitar o contato com o agente da Receita Federal Elliot Snyder, que está atrás dele para cobrar a dívida. Ele até esconde o segredo de Melanie, que está tendo seus próprios problemas, pois ela e o marido Mike estão separados e parecem se divorciar. Isso traz alguma alegria a John, pois ele sempre odiava Mike.
As coisas ficam complicadas quando uma bela professora de espírito livre, Ariel Truax, atravessa a rua. Max e John são instantaneamente atraídos por Ariel, e os dois homens fazem vários esforços para tentar atraí-la. Embora Ariel seja amiga dos dois homens, ela acaba gravitando para John devido ao seu passado compartilhado em educação e interesse em atividades intelectuais, e isso leva à primeira relação sexual de John desde 1978.
Max, zangado com o que percebe como John roubando sua mulher novamente, finalmente quebra quando encontra sua vara premiada do lado de fora da favela de pesca, que John consertou para ele. Ele retalia, batendo com o caminhão no barraco de pesca de John e empurrando-o no gelo fino. John é capaz de escapar, depois confronta Max por que ele sentiu a necessidade de quase matá-lo. Max o acusou de roubar Ariel dele como ele fez com May. Irritado, John lembra que ele está muito melhor com Amy, já que ela era uma esposa melhor para ele e muito mais amorosa. Ele menciona que, se tivesse permitido que May e Max se casassem, ele teria que sofrer um casamento miserável com ela. Isso porque John conhecia suas proezas sexuais e ela provavelmente teria traído Max com outros homens. Ele também menciona que ele e Ariel fizeram uma conexão melhor. O pai de John interrompe a briga, envergonhando os dois homens por agirem como crianças em suas brigas e exige que eles se comportem porque estão assustando os peixes. Max envergonha John, no entanto, lembrando-o de que em breve não terá nada a oferecer a Ariel quando a Receita Federal levar sua casa. Mais tarde naquela noite, John decide deixar Max seguir seu caminho e termina seu relacionamento com Ariel, que está magoado e ofendido e diz a John que ele se arrependerá.
John então cai em uma depressão profunda quando Max começa a cortejar Ariel com mais seriedade. A véspera de Natal logo chega e a depressão de John se transforma em raiva quando Melanie chega para passar o feriado com Mike, seu marido distante, enquanto os dois aparentemente se reconciliam no Natal. Suas frustrações finalmente acabam e ele começa a falar com o genro sobre o quanto ele odiava Mike por trair Melanie durante todos esses anos e o manda sair de casa. Lembrando-se do aviso de Ariel, John diz a Melanie que sua felicidade deve ser sua única preocupação e ele quer que ela reconsidere a reconciliação com Mike se divorciando dele. Antes de ir para o bar, ele fala brevemente com Jacob.
Enquanto isso, Jacob passa a véspera de Natal com o pai e revela as notícias a Max depois que ele faz uma visita a Melanie. A pedido de Melanie, Jacob pede que Max vá ao bar local e converse com John sobre o que está acontecendo. Quando Max diz que não quer, Jacob chama por sua atitude. Depois de convencê-lo, Max finalmente concorda e desce ao bar para conversar com John.
John não está feliz em ver Max, e a falta de consciência de Max sobre o motivo de John estar tão chateado aumenta ainda mais sua frustração. Ele tenta agradecer a John por consertar sua vara de pescar, pensando que esse era o motivo. John está irritado e finalmente admite que toda a situação envolvendo Ariel é a razão. Ele a ama muito e acha que Max não entende como ele estava magoado por ter que deixá-la ir e os outros problemas que ele teve em sua vida. Antes de sair para voltar para casa, John diz a Max que não há diferença em tentar argumentar com ele, porque ele conseguiu o que queria. No entanto, Max não está disposto a deixar a disputa terminar assim e parte depois de John para tentar consertar as coisas. Infelizmente, John sofre um ataque cardíaco maciço e Max o encontra em uma pilha de neve no caminho. Mais tarde naquela noite, quando John se apega à vida, Max decide que, depois de tudo o que passara, John merecia ser feliz e contou a Ariel na manhã seguinte o que aconteceu com John. Os dois se reconciliam quando John se recupera.
Enquanto isso, Max decide tentar fazer um esforço para ajudar John com sua dívida fiscal e conversa com o agente Snyder. O homem é antipático e lembra a Max que, por causa das multas, a única maneira de John pagar a dívida é vender sua casa e seus pertences para angariar o dinheiro. Irritado com a arrogância de Snyder, Max recorre às suas brincadeiras habituais, incluindo barricar a porta da frente da casa de John, para se vingar. Jacob é capaz de ajudar usando seu poder como prefeito para fazer com que os tribunais locais bloqueiem temporariamente a apreensão e Snyder é finalmente enterrado sob a neve do telhado.
O inverno vira primavera, e John e Ariel se casam. Melanie vê Jacob e diz a ele que reconsiderou a reconciliação com Michael. Como presente de casamento, Max revela a John que ele conseguiu reduzir a dívida fiscal de John para pouco mais de US$13,000 que John originalmente devia e que Max pagou a si próprio. Max então vai a uma dança local patrocinada pelo Veterans of Foreign Wars para encontrar uma mulher. Uma recém-solteira Melanie, oficialmente divorciada e Jacob, deixado em casa sozinho, iniciam um novo romance.

## Elenco
- Jack Lemmon...... John Gustafson Jr.
- Walter Matthau......Max Goldman
- Ann-Margret.......Ariel Truax
- Burgess Meredith....John Gustafson Sr., pai de John Gustafson Jr.
- Daryl Hannah........Melanie Gustafson
- Kevin Pollak......Jacob Goldman
- Ossie Davis.....Chuck, dono da loja de iscas
- Buck Henry.......Elliott Snyder, agente do IRS
- Christopher McDonald.......Mike
- Steve Cochran.......meteorologista
- Joe Howard.......farmacêutico

## Resposta da crítica
No Rotten Tomatoes, o filme tem uma classificação de aprovação de 63% com base em 40 críticas, com uma média de classificação de 5.8/10. Em Metacritic, que atribui uma classificação média ponderada a críticas, o filme tem uma pontuação de 53 em 100, com base em 16 críticos, indicando "críticas mistas ou médias". As audiências consultadas pelo CinemaScore deram ao filme uma nota média de "A" em uma escala de A+ a F.
Caryn James, do The New York Times, chamou o filme de "o tipo de filme de férias que muitas pessoas estão procurando". Ele continuou explicando que isso é porque "é alegre, leva menos de duas horas e não diz respeito a grandes problemas sociais, a menos que você pense que Jack Lemmon jogando um peixe morto no carro de Walter Matthau é motivo de alarme".
Apesar de classificá-lo com duas estrelas em quatro e fazer uma resenha mista sobre a credibilidade e a dicção do filme, Roger Ebert, do Chicago Sun-Times, concluiu sua resenha dizendo que "Matthau e Lemmon são divertidos de ver juntos, se é que não há outra razão que não apenas a essência de seus seres".
Peter Rainer, do Los Angeles Times, disse: "Assistir Jack Lemmon e Walter Matthau brigando um com o outro em Grumpy Old Men é como assistir a uma rotina de vaudeville pela enésima vez." Rainer acrescentou: "Eles brincam com seus tiques e sibilos com a facilidade praticada pelos velhos profissionais, mas há algo um pouco amistoso e auto-congratulatório com tudo isso".
Reconhecimento do American Film Institute:
- Lista das melhores comédias estadunidenses segundo o American Film Institute – Nomeado[14]

## Mídia doméstica
Grumpy Old Men foi lançado em DVD em 25 de junho de 1997. Em 22 de agosto de 2006, o filme foi disponibilizado em um pacote de DVD "Double Feature", juntamente com sua sequência Grumpier Old Men. Em 7 de julho de 2009, o filme foi disponibilizado por si só em Blu-ray. O pacote "Double Feature" foi lançado posteriormente em Blu-ray em 23 de fevereiro de 2010. Os lançamentos em Blu-ray marcaram a primeira vez que os dois filmes estão disponíveis em widescreen desde o lançamento do LaserDisc. Nenhuma das versões do Blu-ray contém recursos especiais.